# Arctosa maderana
Arctosa maderana là một loài nhện trong họ Lycosidae.
Loài này thuộc chi Arctosa. Arctosa maderana được Carl Friedrich Roewer miêu tả năm 1960.